# Javorník nad Veličkou zastávka
Javorník nad Veličkou zastávka – przystanek kolejowy w miejscowości Velká nad Veličkou, w kraju południowomorawskim, w Czechach. Znajduje się na wysokości 350 m n.p.m..
Na przystanku nie ma możliwości zakupu biletu, a obsługa podróżnych odbywa się w pociągu.

## Linie kolejowe
- 343 Hodonín - Veselí nad Moravou - Vrbovce